# Imma I.
Imma I. (auch Ymma) war Äbtissin des Damenstifts Herford unmittelbar nach dem Ungarneinfall von 926. Sie ließ das Stift wieder aufbauen. 

## Leben
Ihr Name und ihre edle Abkunft sind in einem Bericht über die Herforder Marienvision überliefert. Urkundlich wird sie nicht genannt. Die ältere Forschung brachte sie in Verbindung mit einer Urkunde Ottos I., in der sie aber namentlich nicht genannt ist. Sie ist zu unterscheiden von einer gleichnamigen Äbtissin Imma/Ymma II. aus dem Haus der Billunger, die einige Jahrzehnte später lebte. Ob und in welcher Beziehung sie zu ihrer späteren Nachfolgerin Imma II., die um 970 das Amt innehatte, stand, ist unklar.  
Sie erlebte die Zerstörung des Stifts und der Stiftskirche durch die Ungarn mit. Imma folgte der Äbtissin Hatheburg/Haburga nach, die kurz nach der Zerstörung verstorben war. Unter ihrem Abbiat begann der Wiederaufbau des Stifts und der Kirche. 
Nach einer Legende soll einem armen Mann die Gottesmutter Maria erschienen sein, der davon der Äbtissin berichtete. Diese und der ganze Konvent seien davon zur Erneuerung des Stiftslebens beseelt gewesen. Es setzte seit dieser Zeit eine Wallfahrt zu dem Ort ein, an dem die Erscheinung stattgefunden haben soll. Dort wurde zur Zeit der Äbtissin Godesdiu nach der Jahrtausendwende das Stift auf dem Berge gegründet. Imma wird auch in einem Wunderbericht am Grab der heiligen Pusinna genannt. Der historische Hintergrund könnte mit der Zerstörung der Stiftskirche und der damit zusammenhängenden Veränderung bei der Aufbewahrung der Reliquien in Zusammenhang stehen.